# Dog frisbee

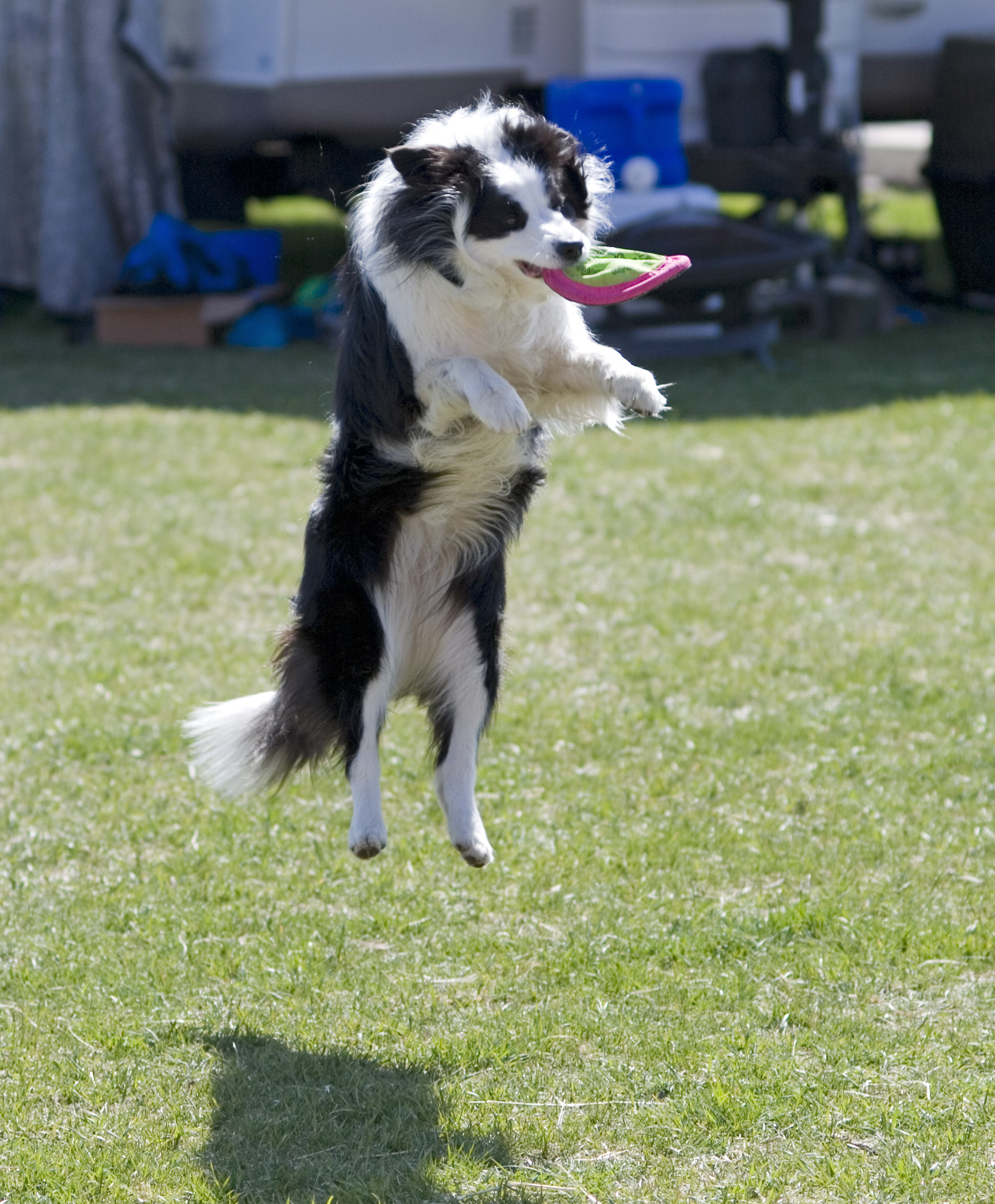
Dodatkowo punktowany jest pies odrywający wszystkie kończyny od podłoża podczas łapania dysku

Dog frisbee – sport polegający na rzucaniu dyskiem frisbee przez człowieka i chwytaniu go przez psa.
Wyróżniamy parę dyscyplin:
- superminidistance – na specjalnie wyznaczonym polu pies aportuje dysk. Strefa łapania podzielona jest na pola, z których każde jest punktowane inaczej. Im dalszy rzut, tym więcej punktów, dodatkowo pies otrzymuje 0,5 pkt, gdy złapie dysk z oderwanymi wszystkimi 4 łapami od ziemi. Czas konkurencji wynosi 90 sekund.
- timetrial – polega na wykonaniu dwóch 20-metrowych rzutów, złapanych przez psa, w jak najkrótszym czasie.
- longdistance – polega na wykonaniu jak najdłuższego rzutu.
- freestyle – człowiek pokazuje różne techniki rzutów, a pies różne chwyty. Wszystko jest zebrane w układ z muzyką. Podczas występu przewodnik rzuca maksymalnie 10 dyskami, a czas konkurencji to nie więcej niż 2 minuty. Liczy się zarówno skuteczność, jak i zgranie danej pary, technika i liczba rozmaitych rzutów. W skład takiego występu wchodzą odbicia od ciała przewodnika (vaults), przeskoki przez ciało (overs), salta (flips) oraz inne elementy (multiple, dog catch, zigzak, passing). Freestyle jest podzielony na:
  - open – dla zaawansowanych
  - starters – dla początkujących
  - young dog – dla psów od 9 do 18 miesięcy. W tej konkurencji zabronione są wysokie skoki, salta i odbicia od ciała.
- dogdartbee – polega na rzucaniu talerzyka tak, aby pies złapał w odpowiedniej strefie (podobne do popularnych rzutek).